# Ciclo de hombres y mujeres ilustres

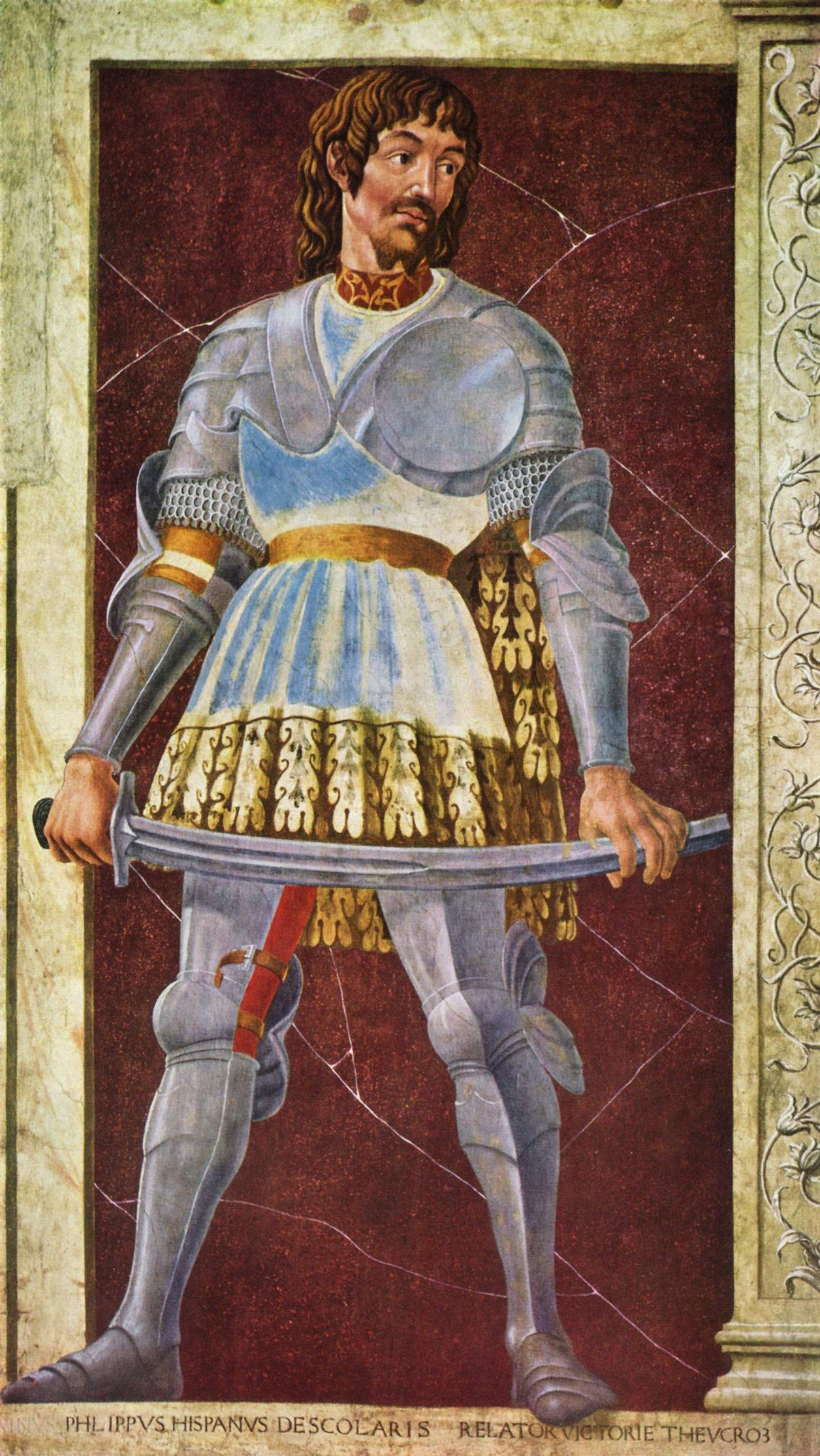
Pippo Spano.

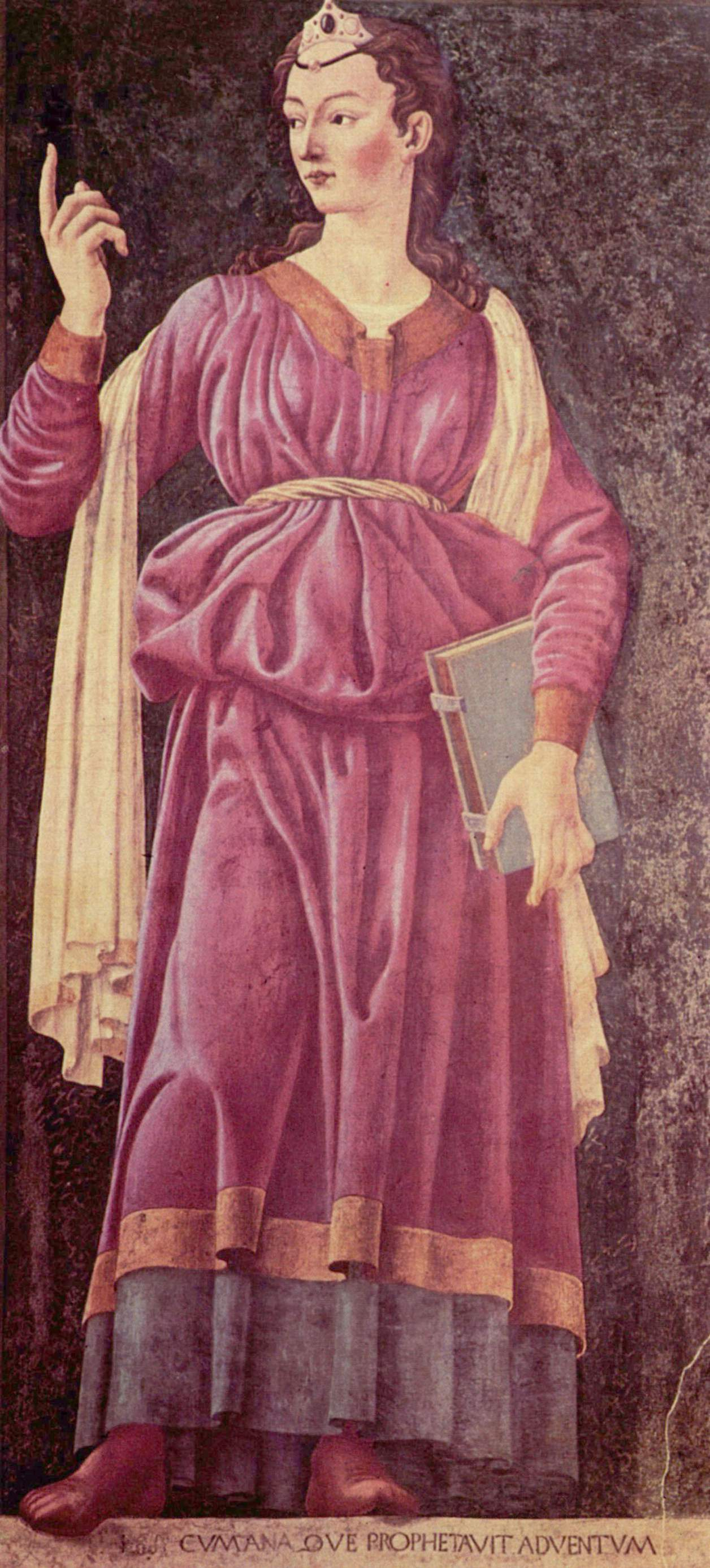
Sibila Cumana.

El Ciclo de los hombres y mujeres ilustres es una obra al fresco de Andrea del Castagno pintada para la villa Carducci de Legnaia propiedad del gonfaloniero de Justicia Filippo Carducci entre 1448 y 1451, y hoy dividida entre la Galería Uffizi (frescos separados en paneles de los hombres y mujeres ilustres) y la villa misma, donde permanecen en su entorno arquitectónico original una Madonna con el Niño bajo palio sostenido por ángeles, flanqueada por las figuras de Adán y Eva.
Los frescos separados, pasados a lienzo y luego sobre yeso, miden en promedio 250 x 150 cm.

## Historia
El estado de los frescos es bueno, excepto en las partes donde se extendió un pigmento azul oscuro, que acabó desapareciendo revelando la subyacente capa blanca, con el efecto de que las partes en sombra de las ropas resultan hoy más claras.
Filippo Carducci encargó que Andrea del Castagno decorara la logia de la villa, que posteriormente se transformó en salón. El ciclo es el más antiguo ejemplo conservado de celebración de hombres ilustres en clave profana, civil y humanista, donde se enfatiza el valor de las virtudes morales de los protagonistas, que eran alzadas a una dimensión heroica. Si hasta entonces los personajes eran tomados de la Biblia y de la mitología, por tanto modelos abstractos y atemporales, en el ciclo de Legnaia, además de las figuras femeninas, se eligieron personajes del pasado cercano de Florencia, todavía vivos en la memoria. Esta particular iconografía se inspiró en Boccaccio, pero también en Plutarco, cuyo Mulierum virtutes sería traducido del latín en 1495 por Alamanno Rinuccini, primo de Andrea Carducci y nieto de Filippo.
Los frescos son descritos en el Memoriale de Francesco Albertini de 1510.
El ciclo fue cubierto con yeso blanco en algún momento indeterminado y redescubierto en 1847, cuando el Gran Duque compró los frescos y los hizo separar. Después de haber sido expuestos en el Museo del Bargello en 1865, los paneles fueron transferidos al museo de Andrea del Castagno en el Cenáculo de Santa Apolonia, de donde después de la inundación de Florencia de 1966 fueron retirados, para llegar a los Uffizi en 1969, donde se colocaron en la ex-iglesia de San Pier Scheraggio. La sala de la ex-iglesia es actualmente visitable solo con cita previa.
Entretanto, en 1948-1949, algunos ensayos revelaron la presencia en la villa de otros frescos, que fueron encontrados más tarde: precisamente la Madonna con el Niño con ángeles portadores de cortina y el Adán y Eva que se encuentran in situ.

## Descripción
El ciclo está compuesto de frescos que se disponen en grupos de tres sobre cada pared, más la pared central donde se abría la puerta, decorada por la vaporosa tienda donde se encuentran la Madonna con el Niño, los Ángeles portadores de cortina, Adán y Eva. En la parte superior, una banda con putti, festones y escudos heráldicos, que se remonta a 1472.
La primera pared está ocupada por personajes que se distinguieron en la política, dentro y fuera de Florencia:
1. Pippo Spano, condotiero en Hungría, luchó contra los otomanos junto al rey húngaro ganando fama y honor (ispan, que es su apodo, realmente significa conde en húngaro)
2. Farinata degli Uberti, jefe de los gibelinos florentinos
3. Niccolò Acciaiuoli, gran senescal del rey de Nápoles

La segunda está dedicada a las mujeres:
1. la Sibila Cumana, que en la Edad Media se asimilaba a los profetas del Antiguo Testamento
2. la reina Ester, que se reunió con el rey Asuero para proteger al pueblo hebreo (la figura fue dañada al abrirse una puerta en la pared)
3. la reina Tomiris, jefa del pueblo nómada de los masagetas, que para vengar la muerte de su hijo desencadenó la batalla donde Ciro el Grande encontró la muerte

La tercera está dedicada a los escritores florentinos:
1. Dante Alighieri
2. Francesco Petrarca
3. Giovanni Boccaccio

## Estilo

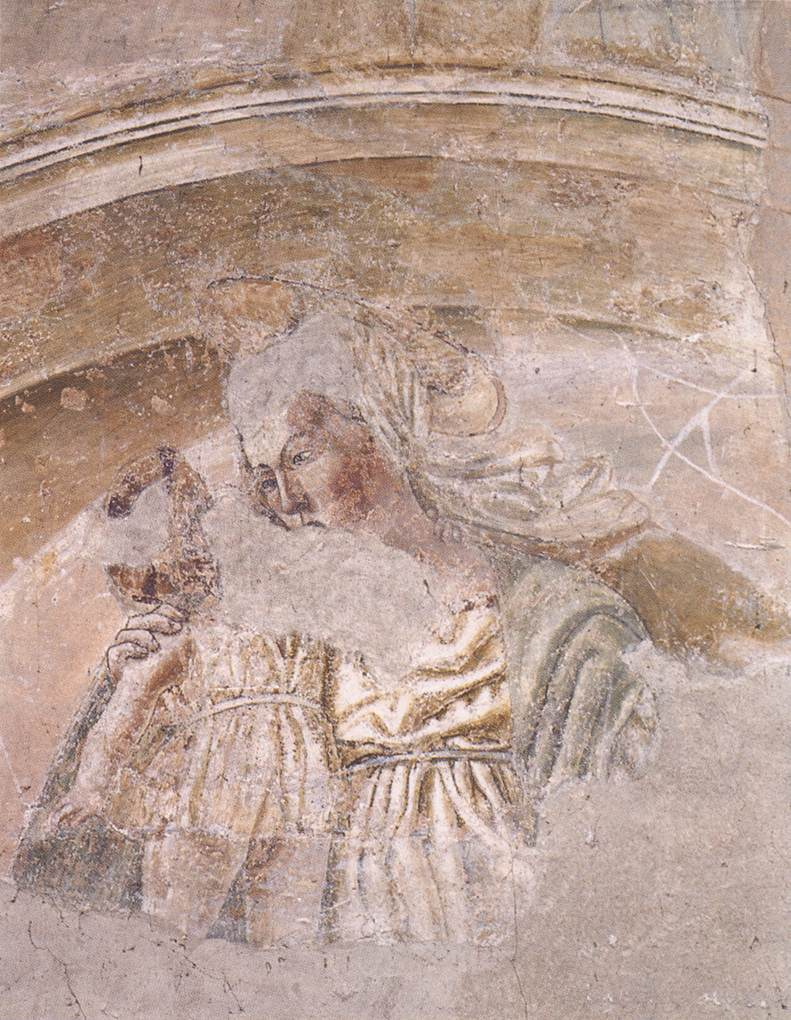
Madonna con el Niño, 1450 aproximadamente.

Las figuras se representan como estatuas en posición heroica, en nichos rectangulares pintados con el fondo de un falso panel de mármol simulado. Cada una emerge con un punto de vista bajo, dotada de notable monumentalidad, obtenida por el claroscuro y los escorzos, especialmente en el zócalo marmóreo en la base de las figuras, donde a veces un pie se proyecta hacia el exterior, "invadiendo" el espacio del espectador.
La figura de Pippo Spano, una de las más originales, está compuesta dentro de un esquema de dos triángulos iguales superpuestos, compuestos por los brazos con la espada horizontal y las piernas separadas en la base. Como en el San Jorge de Donatello, de 1417, las piernas separadas son un modo de resaltar, con el torso bien erguido, la idea de firmeza moral. La ligera torsión del busto, también tomada de Donatello, anima la figura que no parece esquemáticamente rígida, de hecho parece aludir a un movimiento en potencia listo para despegar de un momento a otro: esta idea de movimiento inminente se transmite al espectador a través una línea de contorno "energética" y dinámica, como teorizò Roberto Longhi.

## Otras imágenes

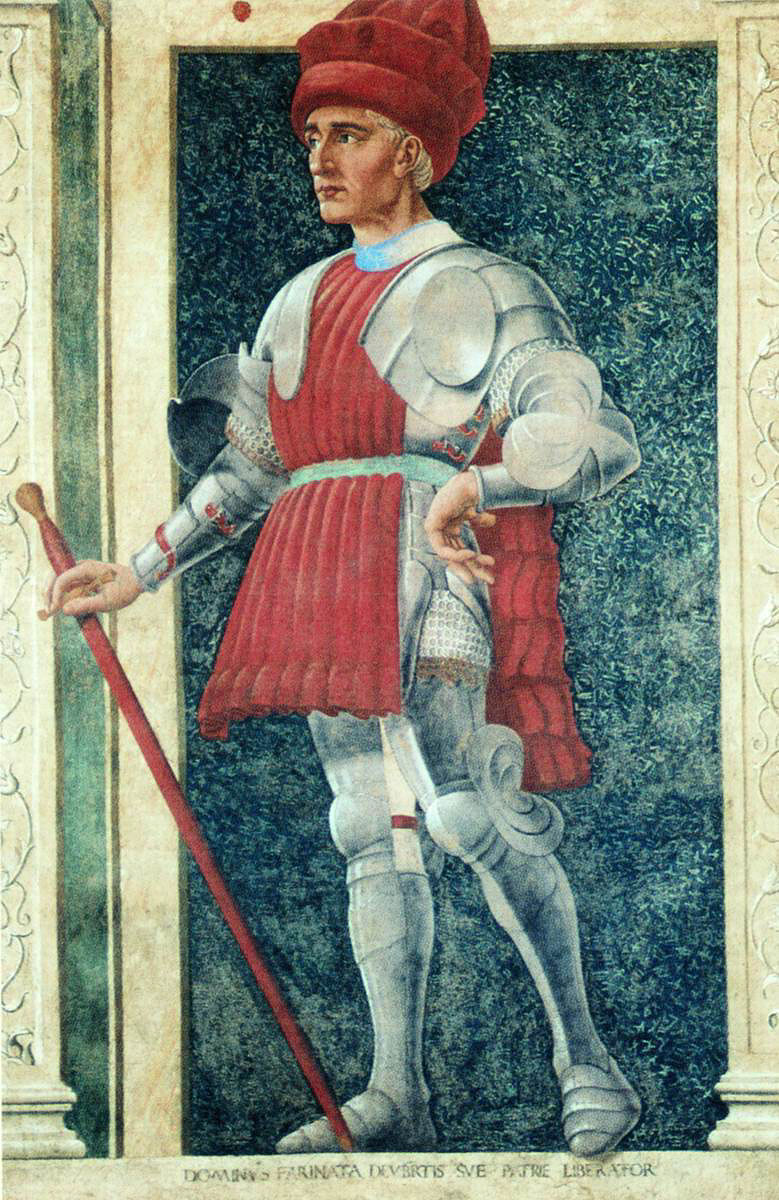
Farinata de los Uberti
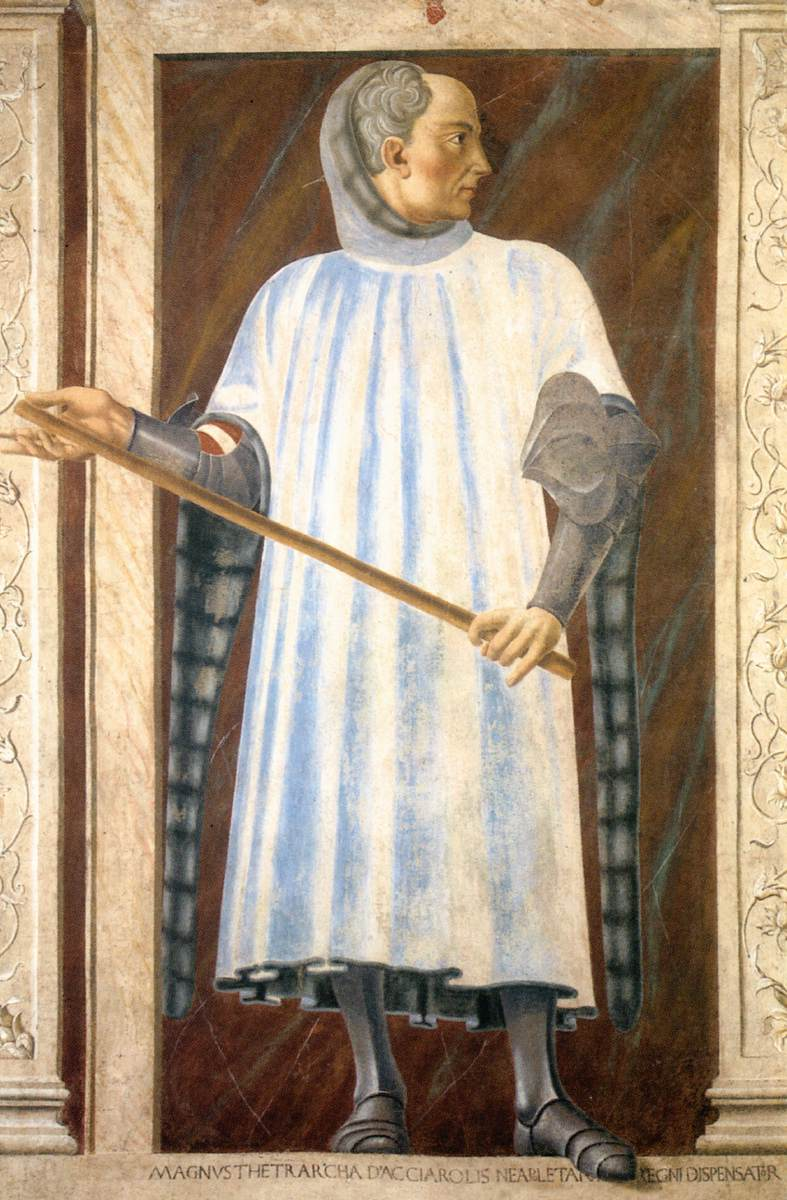
Niccolò Acciaiuoli
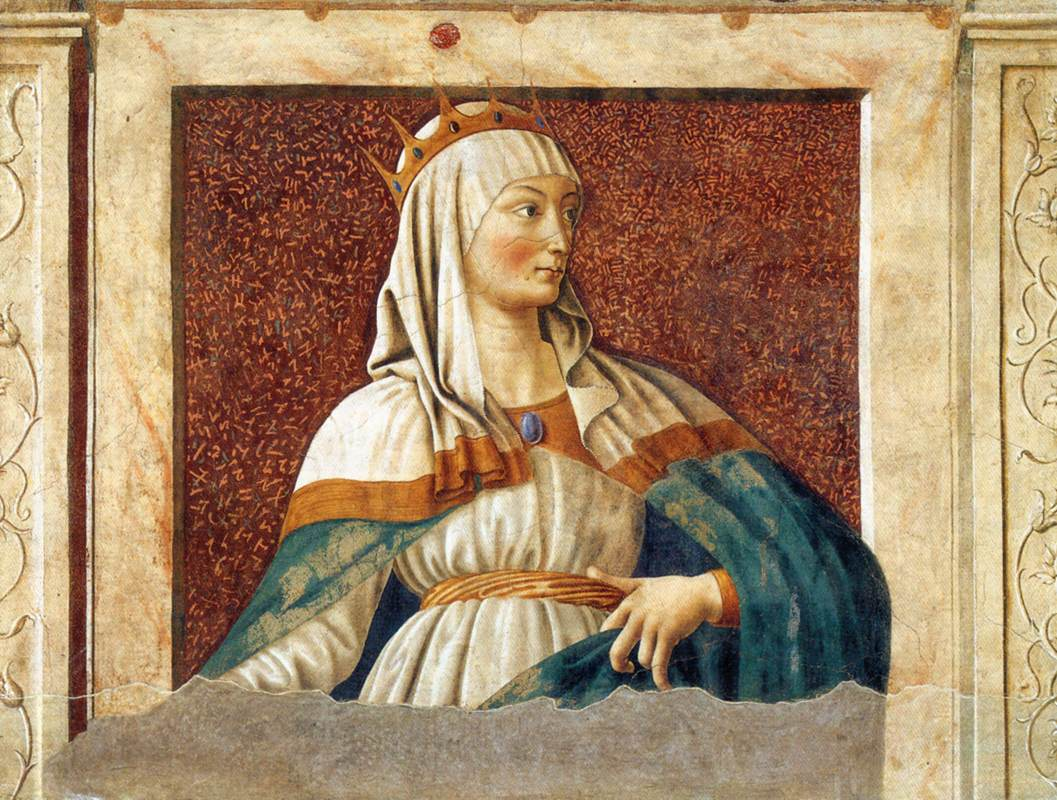
Ester
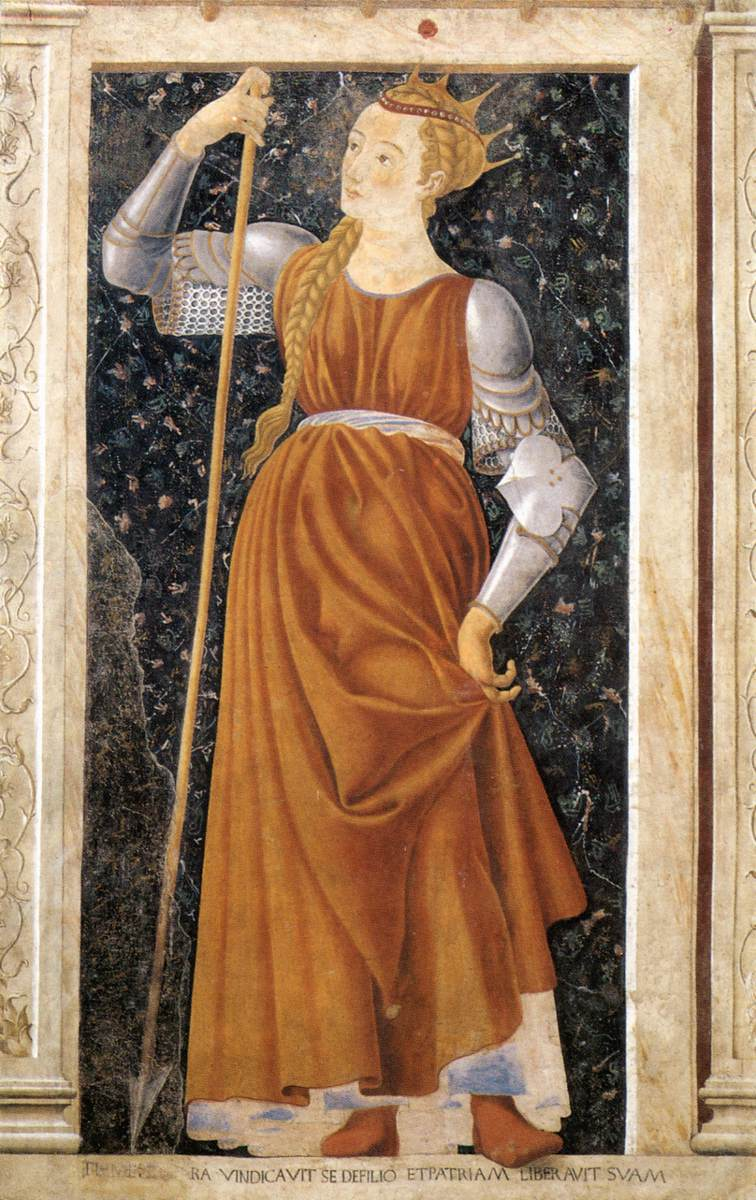
Tomiris
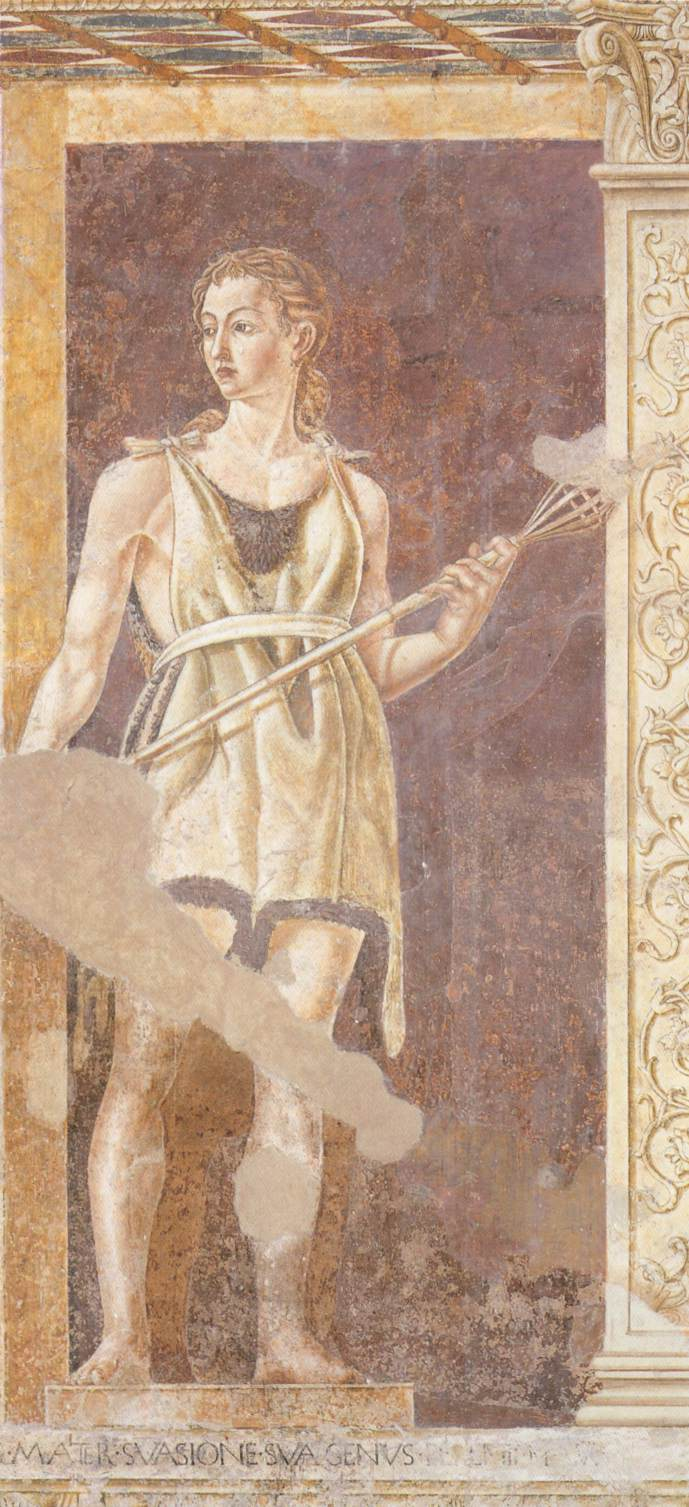
Eva (en villa Carducci)
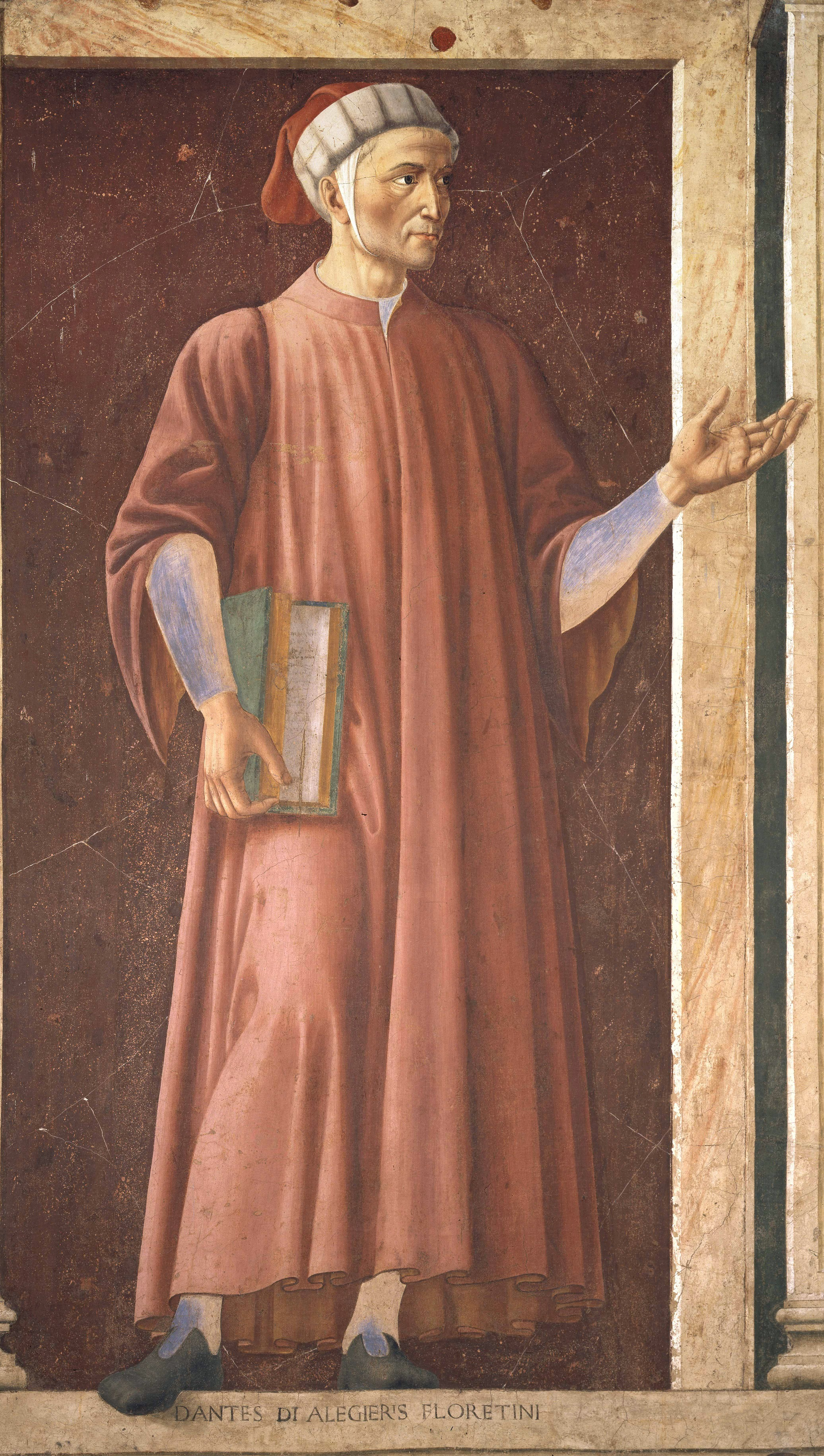
Dante
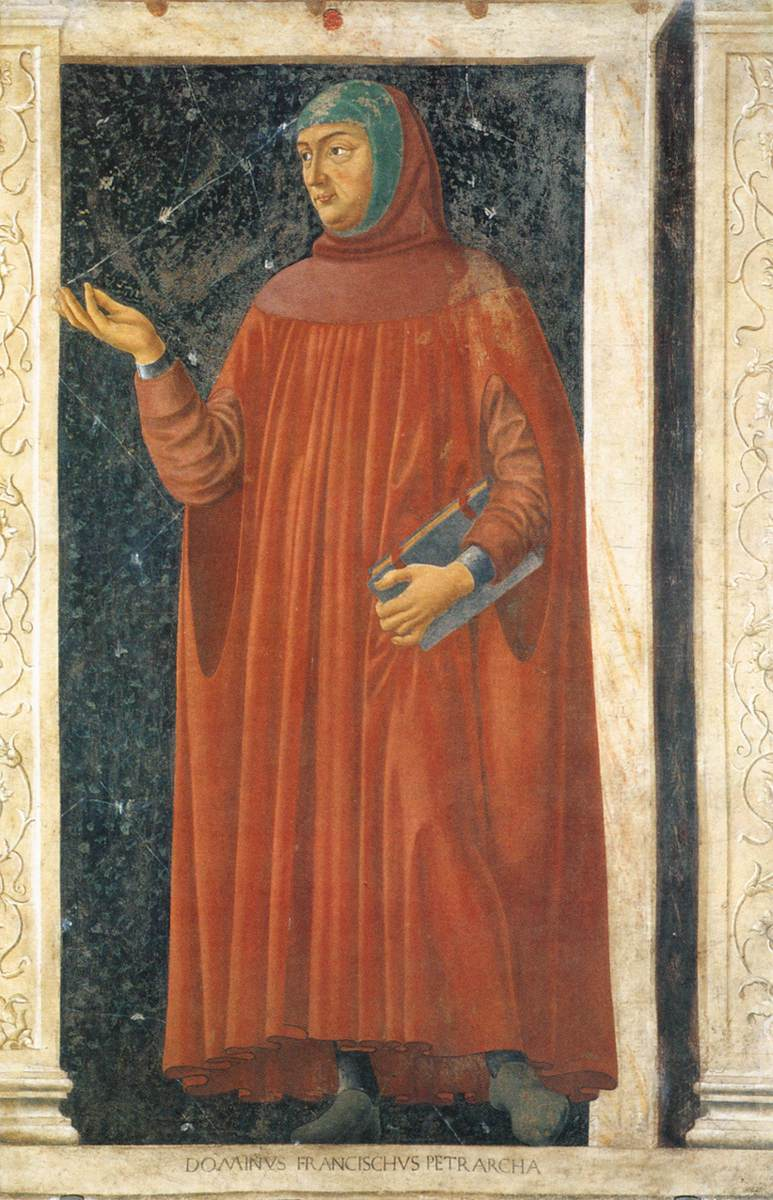
Petrarca
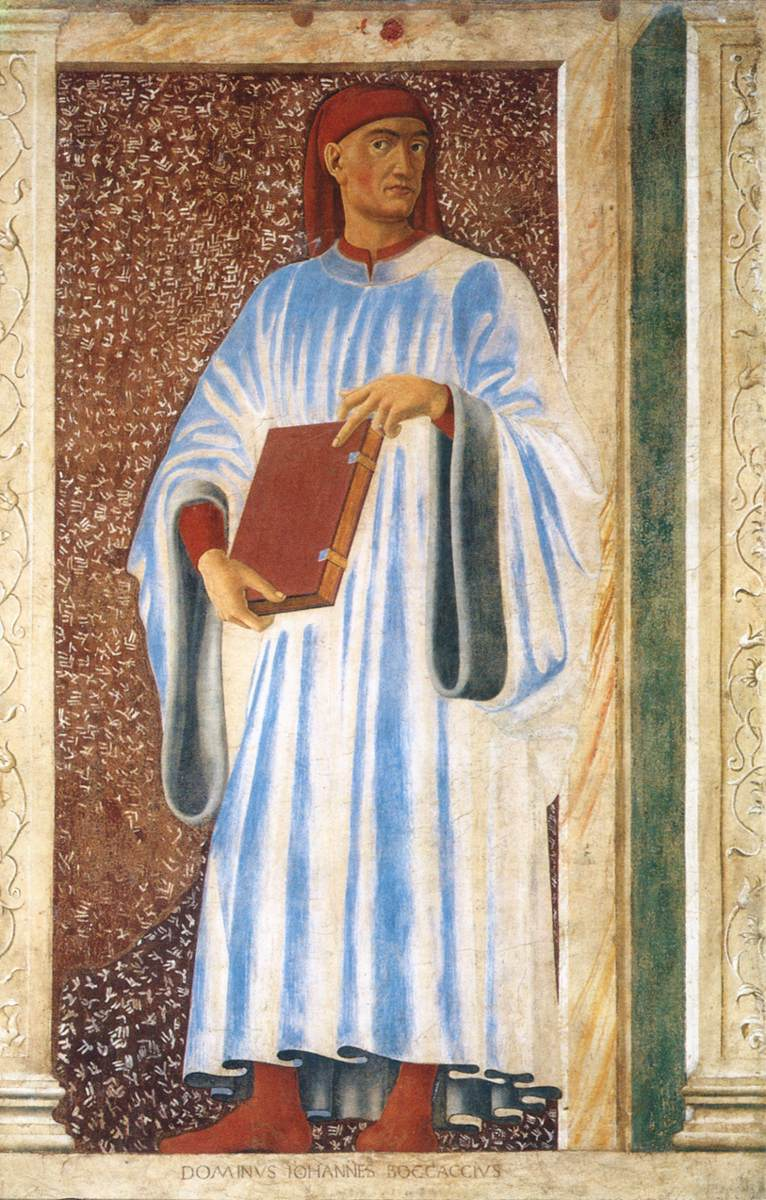
Boccaccio